# Мочидльниця-Дворська
Мочидльниця-Дворська (пол. Moczydlnica Dworska, нім. Herrnmotschelnitz) — село в Польщі, у гміні Волув Воловського повіту Нижньосілезького воєводства.
Населення — 152 особи (2011).
У 1975-1998 роках село належало до Вроцлавського воєводства.

## Демографія
Демографічна структура станом на 31 березня 2011 року:
|          | Загалом | Допрацездатний вік | Працездатний вік | Постпрацездатний вік |
| -------- | ------- | ------------------ | ---------------- | -------------------- |
| Чоловіки | 85      | 17                 | 62               | 6                    |
| Жінки    | 67      | 6                  | 44               | 17                   |
| Разом    | 152     | 23                 | 106              | 23                   |